# スティーブン・ダルドリー
スティーブン・デーヴィッド・ダルドリー CBE（Stephen David Daldry CBE, 1961年5月2日 - ）は、イギリスの演出家、映画監督、映画プロデューサー。
演出家としてはローレンス・オリヴィエ賞とトニー賞を2度受賞、映画監督としてはほとんどの作品がアカデミー作品賞か監督賞にノミネートされており、両方で成功を収めている。

## 来歴
1960年、イングランドのドーセットに生まれる。母は歌手のチェリー・ダルドリー(旧姓・トンプソン)。14歳の時に父をガンで亡くし、家族はトーントンに引っ越した。地元の劇団に加入し、イギリス空軍の奨学金を得てシェフィールド大学に入学。卒業後数年間イタリアに行き、ピエロの見習いとして学ぶ。イギリスに帰国し、1985年から1988年までCrucible Theatreで舞台製作に携わった。
これまでに100本以上の舞台を手がけている。1994年の『An Inspector Calls』でトニー賞を受賞したほか、ローレンス・オリヴィエ賞を2度、トニー賞を2度受賞するなど数々の賞を受賞し、演出家として確かな評価を得ている。
2000年に『リトル・ダンサー』で映画監督デビュー。舞台特有の大胆な演出手法を取り入れて絶賛された。500万ドルの制作費に対して1億ドル以上の興行収入を記録、アカデミー監督賞にノミネートされるなど、批評的にも興行的にも成功を収めた。
2002年の監督2作目『めぐりあう時間たち』はマイケル・カニンガムのピュリツァー賞受賞小説が原作。時代・場所の異なる3人の女性の1日を交互につなぎ合わせて描き、それぞれの時代を演じたニコール・キッドマン、ジュリアン・ムーア、メリル・ストリープの3人がベルリン国際映画祭銀熊賞を共同受賞した。アカデミー賞は9部門にノミネートされ、ニコール・キッドマンが主演女優賞を獲得。ゴールデングローブ賞作品賞も受賞した。
2005年にはロンドンで『リトル・ダンサー』のミュージカル版を演出(楽曲制作はエルトン・ジョン)。ローレンス・オリヴィエ賞の最優秀新作ミュージカル賞など主要賞を総なめにした。2008年には米国ブロードウェイでも上演され、第63回トニー賞10部門を受賞。2014年現在もロングラン公演中で、通算観客動員数は400万人を越えた。同年にはマイケル・シェイボンのピューリッツァー賞受賞小説『カヴァリエ&クレイの驚くべき冒険』を、ナタリー・ポートマンとトビー・マグワイア主演で制作すると報道されたが、現在中止されている。
2008年の『愛を読むひと』でデビューから3作続けてアカデミー監督賞にノミネートされ、名実ともにイギリスを代表する映画監督の地位を固める。妊娠で降板したニコール・キッドマンに代わりケイト・ウィンスレットが起用され、またもアカデミー主演女優賞をもたらした。
2011年の4作目『ものすごくうるさくて、ありえないほど近い』はジョナサン・サフラン・フォアの原作小説をエリック・ロスが脚色し、3度目のアカデミー作品賞ノミネートを受けた。
2012年のロンドンオリンピック、ロンドンパラリンピックでは、開会式・閉会式の総合プロデューサーを務めた。
2014年にはルーニー・マーラ、マーティン・シーン出演の5作目『トラッシュ! -この街が輝く日まで-』が公開された。
2019年、ミュージカル映画『ウィキッド ふたりの魔女』（Wicked）を監督する予定だったが、ジョン・M・チュウに監督が交代した 。

## 私生活
2001年にパフォーマンス・アーティストのルーシー・セクストンと結婚し、長女アナベル・クレアが誕生しているが、自身はバイセクシャルであると公言している。公言したのは、人々が混乱するのを避けるためであるという。セット・デザイナーのイアン・マクニールと13年間、同性愛関係であることが知られている。

## 監督作品
- リトル・ダンサー Billy Elliot （2000年）
- めぐりあう時間たち The Hours （2002年）
- 愛を読むひと The Reader （2008年）
- ものすごくうるさくて、ありえないほど近い Extremely Loud and Incredibly Close （2011年）
- トラッシュ! -この街が輝く日まで- Trash （2014年）
- ザ・クラウンThe Crown (2016年に始まったドラマシリーズ)